# Aeroportul Internațional Mayotte–Marcel Henry
Aeroportul Internațional Marcel Henry, cunoscut și ca Aeroportul Internațional Dzaoudzi Pamandzi, (IATA: DZA, ICAO: FMCZ) este un aeroport din Pamandzi⁠(d), Q19952181⁠(d), Franța ce deservește zona Dzaoudzi⁠(d). Aeroportul a fost tranzitat în 2022 de 400.866 de pasageri. A fost numit după zona deservită.
Situat la o altitudine de 7 m, aeroportul dispune de 1 pistă. Este operat de SNC-Lavalin⁠(d).

## Infrastructură

### Piste
Aeroportul dispune de o singură pistă. Pista 16/34 are suprafața de asfalt și dimensiunile 1.929 m × 45 m. 